# Đại Việt Quốc gia Xã hội Đảng
Đại Việt Quốc gia Xã hội Đảng (chữ Hán: 大越國家社會黨) là một chính đảng trong Hội Phục Việt (với Việt Nam Ái quốc Đảng và An Nam Dân tộc Đảng), theo chủ nghĩa quốc xã, lấy ý tưởng từ Hiến binh Nhật, do Nguyễn Xuân Tiếu sáng lập vào năm 1936, Trần Trọng Kim làm Tổng Bí thư, là lực lượng với khoảng 2 nghìn thành viên, ảnh hưởng ở các thành phố lớn như Hà Nội, Hải Phòng trong thời gian Chiến tranh thế giới thứ hai. Đây là tổ chức chính trị thân Nhật ủng hộ việc thành lập Đế quốc Việt Nam.
Đây là một nhóm của nhánh phía Bắc của Việt Nam Phục quốc Đồng minh Hội (nhánh phía Nam chính là nhánh thân Nhật trong Đại Việt Quốc dân Đảng), và liên kết với các nhóm thân Nhật trong Đại Việt Quốc dân Hội.

## Lịch sử

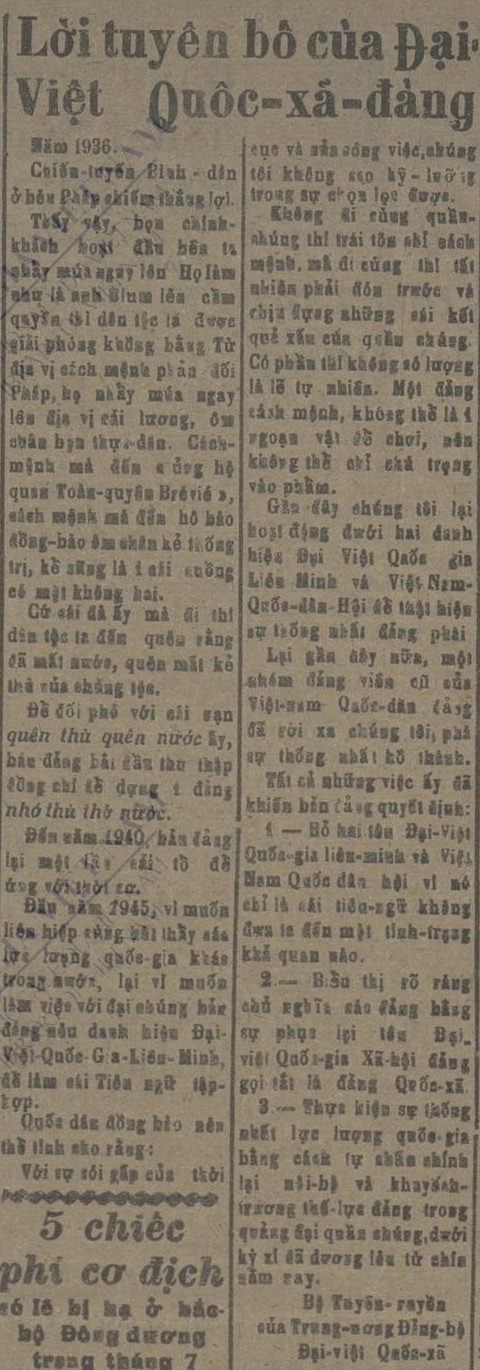
Lời tuyên bố của Quốc Xã Đảng.

Tháng 3, năm 1945, chính thể Đế quốc Việt Nam được tuyên bố thành lập, lãnh đạo bởi Quốc trưởng Bảo Đại và Đảng Đại Việt Quốc Xã.
Đế quốc tồn tại đến tháng 8 thì Bảo Đại buộc phải thoái vị. Và đến ngày 5 tháng 9 năm 1945, Chính phủ lâm thời Việt Nam Dân chủ Cộng hoà ra lệnh giải thể Đại Việt Quốc gia Xã hội Đảng với cáo buộc đảng này âm mưu liên Minh với nước ngoài, tiến hành các hoạt động làm hại nền độc lập.

## Đảng viên nổi bật
- Nguyễn Xuân Tiếu: sáng lập đảng và là chủ tịch đảng
- Trần Trọng Kim: thủ tướng Đế quốc Việt Nam